# リリー・ドナルドソン
リリー・ドナルドソン （Lily Donaldson, 1987年1月27日 - ）は、イングランドのファッションモデル。ロンドン出身。父は写真家のマシュー・ドナルドソン。現在、最も人気のあるファッションモデルの一人である。
モデル考案のレシピなどを掲載した料理本『モデル・キッチン(原題)』にレシピを提供したほど料理上手。
健康志向だった母親の影響で、幼い頃から加工食品を避けてきたという。ポテトチップスなども、日曜日だけのご褒美だった。

## キャリア
2003年、ロンドン市内のカムデンでショッピング中にスカウトされ、クリスチャン・ディオール、ジル・サンダー、バーバリー、ドルチェ&ガッバーナなどのキャンペーンモデルをつとめた。
2005年、ブリティッシュ・ファッション・アウォーズのベスト・モデル賞にノミネートされたが、受賞したのはカレン・エルソンだった。
2007年5月、ヴォーグ・アメリカ誌で『新しいスーパーモデル』として、ドウツェン・クロースやキャロライン・トレンティーニ、ココ・ロシャらと並んで掲載された。その後のキャリアも順調で、グッチ、バレンシアガ、シャネル、マックスマーラ、ヴァレンティノ、ロベルト・カバリなどのキャンペーンをつとめた。
ランバンの主任デザイナー、アルベール・エルバスのお気に入りモデルでもある。

## 私生活
仏ヴォーグ誌の編集長カリーヌ・ロワトフェルドの息子であるウラジミール・レストワン・ ロワトフェルドと交際中。モデル仲間のジェマ・ワードやイリナ・ラザレアヌ、カーラ・デルヴィーニュと親しい友人である。